# Stazione di Steinen (Svizzera)
La stazione di Steinen è una stazione ferroviaria posta sulla linea del Gottardo, in Svizzera. Serve l'omonimo centro abitato.